# Università di Aarhus
L'Università di Aarhus (danese: Aarhus Universitet, sigla AU) si trova nella città di Aarhus, in Danimarca, ed è la seconda università danese per grandezza e data di fondazione: fondata nel 1928, l'università ospita oggi più di 32.000 studenti.
L'Università di Aarhus è strutturata su un modello internazionale e in ben quattro graduatorie delle migliori università al mondo, si è situata tra i primi 100 posti. Inoltre, è la seconda università della Scandinavia e paesi nordici.

## Storia

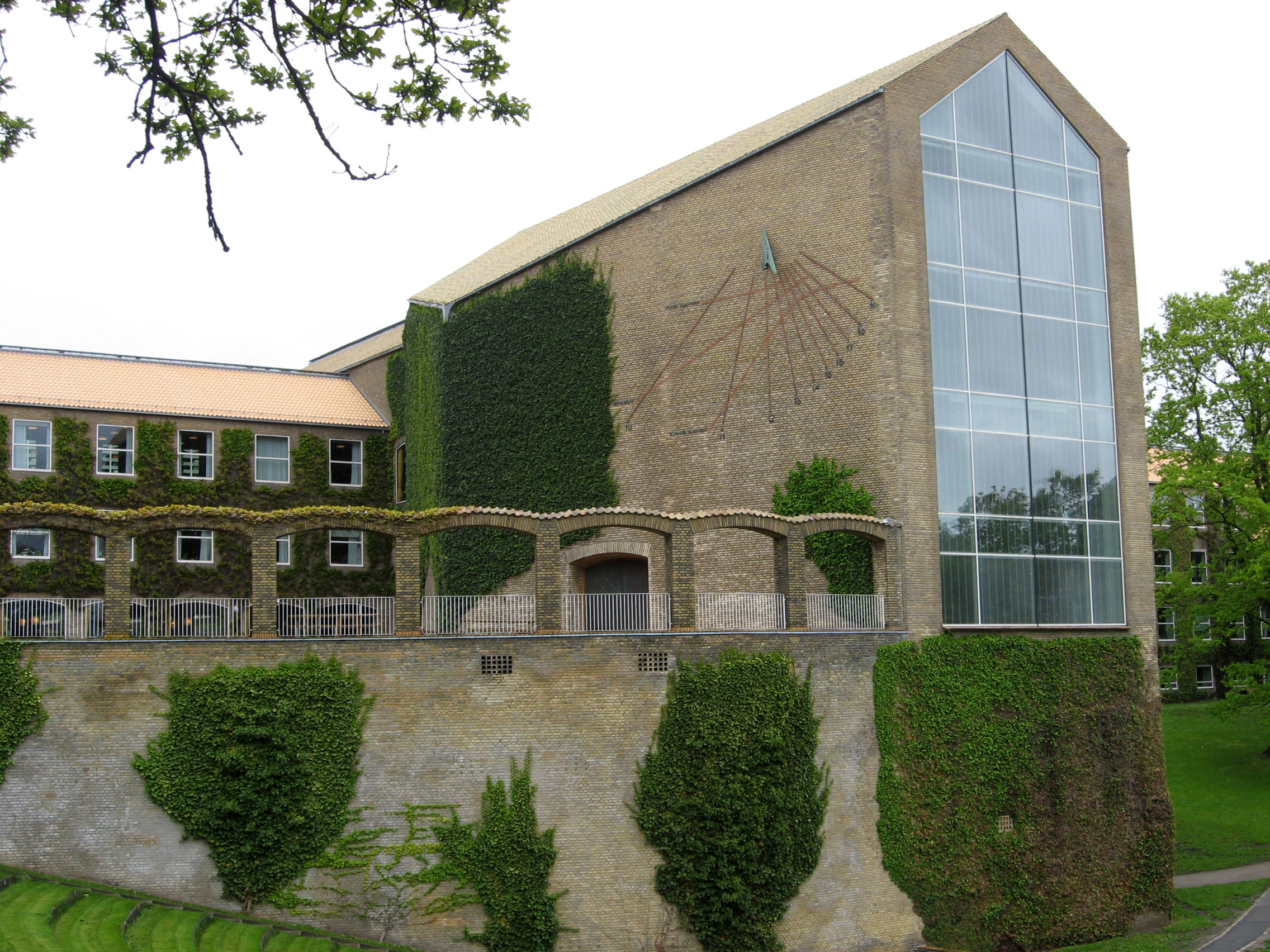
L'edificio principale visto dal retro

L'Università di Aarhus è stata fondata l'11 settembre 1928 come Universitetsundervisningen i Jylland ("Università dello Jutland") con 64 studenti iscritti.
Le aule furono messe a disposizione dalla scuola professionale e il corpo docente era composto da un docente e quattro professori associati di Danese, Inglese, Tedesco e Francese.
Fino a quel momento, l'unica università della Danimarca si trovava a Copenaghen.
Il nome Aarhus Universitet venne adottato nel 1933 e il primo edificio universitario venne aperto l'11 settembre 1933.
Nel 1934, il Dipartimento delle Scienze Umanistiche ricevette il riconoscimento, i finanziamenti statali e il permesso di esaminare gli studenti, mentre fino a quale momento, gli studenti, per completare gli studi, erano obbligati a rivolgersi all'Università di Copenaghen.
La costruzione del primo edificio dell'Università di Aarhus e l'arredamento dei laboratori scientifici furono finanziati unicamente da privati, tra i quali alcuni misero a disposizione denaro, altri beni e manodopera. 
Per esempio, la Forenede Teglværker (azienda di piastrelle) offrì un milione di mattoni gialli, mentre altri misero a disposizione servizi e lavori a prezzi favorevoli o gratuiti, come la pulizia dei vetri.
Un singolo donatore contribuì a più di un decimo delle spese totali e il Comune mise a disposizione il cantiere e le zone circostanti.
Originariamente, l'edificio comprendeva il Dipartimento di Fisica, Chimica e Anatomia ed era interamente progettato come facoltà medica, mentre solo poche stanze erano riservate alle altre materie di studio.
Questo causò le proteste del Dipartimento di Scienze Umanistiche, molte delle quali erano presenti fin dall'inizio del progetto.
Quando il re Cristiano X, l'11 settembre 1933, inaugurò l'università, l'Ateneo era frequentato da 202 studenti - 90 nel campo umanistico, 45 in quello delle scienze mediche, 21 in teologia e i restanti 46 ancora indecisi sul corso di studio da intraprendere.
Nel 1936 venne fondato il Dipartimento di Economia e Giurisprudenza, nel 1942 il Dipartimento di Teologia e nel 1954 nasceva il Dipartimento di Scienze.

### L'edificio principale e l'attacco aereo durante la II Guerra Mondiale

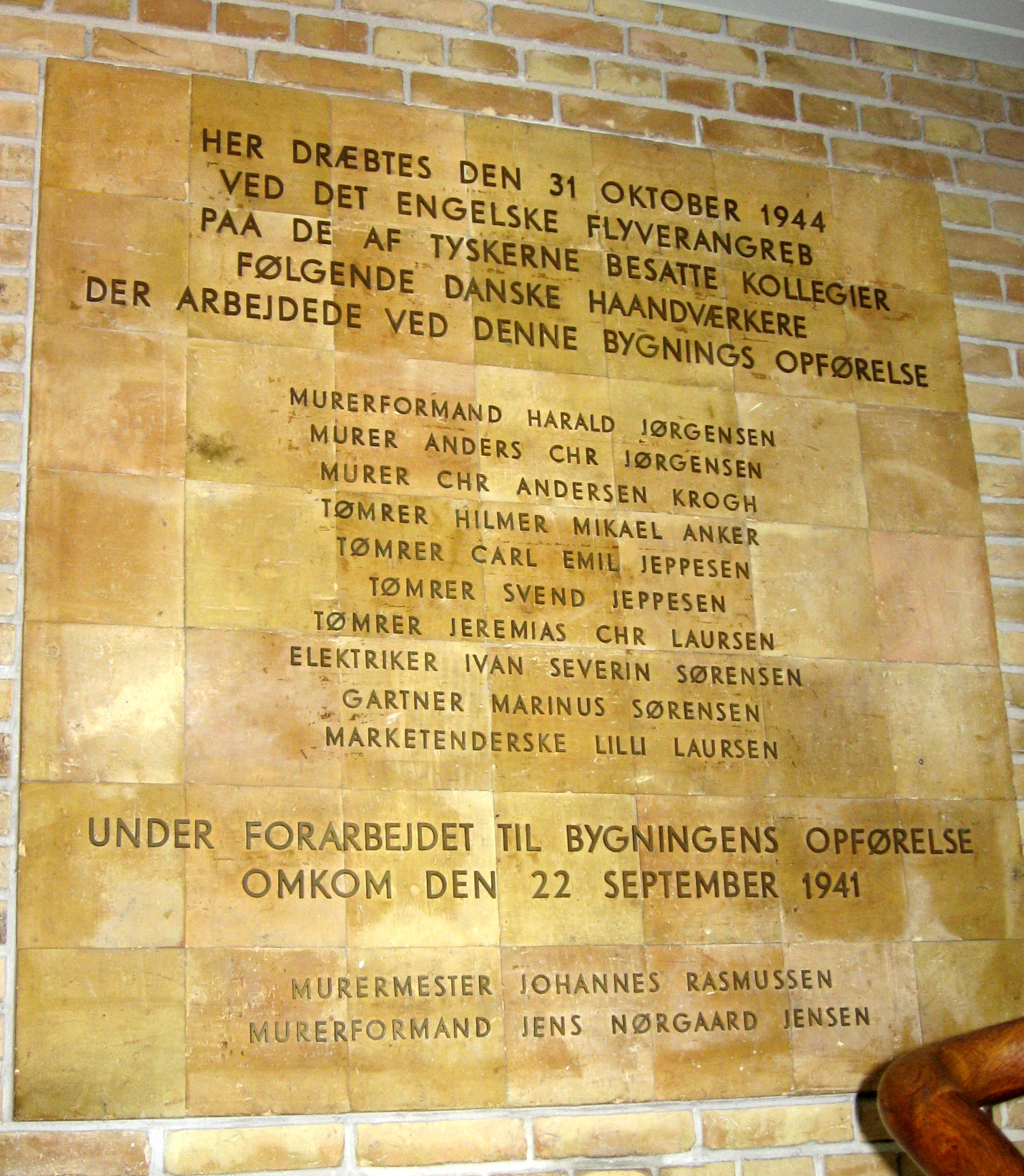
Memoriale nell'edificio principale in ricordo delle dieci vittime dell'attacco aereo del 1944 e dei due operai morti durante i lavori di costruzione nel 1941.

Nel 1936 il consiglio universitario riconobbe che, con quasi 500 studenti e un aumento previsto del numero, era tempo di prendere in considerazione un'espansione.
Come disse il preside dell'università: "In molti si aspettano che questo Ateneo, un giorno, comprenderà 3.000 studenti iscritti. Io non ci giurerei, ma se dovesse accadere, avremo bisogno di una nuova struttura amministrativa". La soluzione non fu una struttura amministrativa, che non fu costruita sino al 1964. Al suo posto venne pianificato un nuovo edificio principale che contenesse sia le diverse facoltà, sia l'area amministrativa.
L'edificio venne costruito durante l'occupazione tedesca in Danimarca (1940–45), che ebbe varie ripercussioni su questa iniziativa.
Nessun finanziamento statale venne riservato alla costruzione del primo edificio universitario e del secondo edificio per Fisiologia, Biochimica e un laboratorio ad alto voltaggio, ma a causa delle necessità, durante l'occupazione, di creare nuovi posti di lavoro, lo stato contribuì a finanziare più dell'80% delle spese totali.
Nel 1943, la Gestapo stabilì i suoi quartier generali nelle cinque residenze studentesche del campus universitario e nel timore che la stessa cosa potesse accadere con il nuovo edificio principale, la sua costruzione venne rimandata.
Il 31 ottobre 1944, la Royal Air Force (l'Aeronautica Militare del Regno unito) bombardò i quartier generali della Gestapo, uccidendo anche dieci civili.
L'attacco aereo sull'Università di Aarhus avvenne in una parte della città particolarmente affollata e nelle vicinanze del campus stesso, sorgevano tre ospedali, così, per evitare di mietere vittime, la RAF si esercitò per mesi su una ricostruzione del campus.
L'edificio principale, che venne ricostruito e aperto l'11 settembre 1946, ospitava non solo il Dipartimento di Scienze Umanistiche, Teologia, Economia e Giurisprudenza, ma anche il dormitorio principale, la mensa e le stanze utilizzate dalle associazioni studentesche.

## Organizzazione e amministrazione
L'università è amministrata dalla Commissione Universitaria, composta da 11 membri: sei reclutati al di fuori dell'Ateneo dalla maggioranza della Commissione, due docenti, un membro eletto dallo staff tecnico/amministrativo e due rappresentanti degli studenti.
Il rettore viene eletto dall'intera Commissione.
L'intera commissione elegge il rettore, che a sua volte elegge i presidi che eleggeranno i capi di ciascun dipartimento.
Non esiste un Senato Accademico e l'Ateneo non viene coinvolto nell'elezione di rettore, presidi e capi dipartimentali. Ne consegue che l'università non risponde all'autorità dell'Ateneo.

### Principali aree di insegnamento
Dal 1º gennaio 2011, l'università è stata suddivisa in quattro principali aree di insegnamento:
- Scienze e Tecnologie – composto dal National Environmental Research Institute of Denmark (NERI) e le ex facoltà di Agraria e di Scienze.
- Arti – composto dalle ex facoltà delle Scienze Umanistiche, di Teologia e la Danish School od Education.
- Business e Scienze Sociali – creato dall'ex facoltà di Scienze Sociali e l'Aarhus School of Business.
- Sanità – composto dall'ex facoltà di Scienze Sanitarie.

## Iscrizione
Il 1º ottobre 2010, più di 32.000 studenti risultavano iscritti all'Università di Aarhus, dove ogni anno più di 1.000 studenti internazionali frequentano uno o due semestri per progetti di scambio, mentre nel 2009 erano quasi 3.000 gli studenti stranieri frequentanti a tempo pieno.
Nel 2011, su 113 corsi di studio, 59 erano tenuti in inglese.
L'investimento sui giovani ricercatori è visto come una delle attività fondamentali dell'università. Questo significa che gli studenti più meritevoli hanno la possibilità di iniziare gli studi di ricerca ancora prima di aver conseguito la laurea specialistica.
Grazie alla flessibilità dei programmi per i dottorandi, agli studenti è permesso iscriversi contemporaneamente alla laurea specialistica e al programma di ricerca, dopo aver completato la laurea di primo livello (percorso 3+5) o un anno dopo l'iscrizione alla laurea specialistica (percorso 4+4).
Grazie a questo provvedimento, dal 2006 al 2010 il numero dei ricercatori è passato da 1.000 a 1.700.

## Vita degli studenti

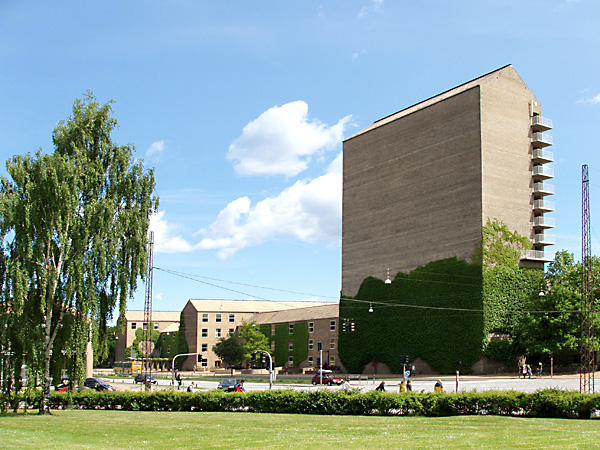
La biblioteca universitaria statale nel campus (Statsbiblioteket)

La compattezza del campus dell'Università di Aarhus crea un ambiente di studio unico e dinamico ideale anche per la socializzazione. Gli studenti di tutti i corsi di studio possono incontrarsi nei numerosi "Friday bars", nella Student Hause, nell'University Park e in qualsiasi altro punto della città. Ogni venerdì a mezzogiorno, ciascun dipartimento allestisce un piccolo bar in una mensa o aula in cui viene servita birra e drink analcolici. Nell'università sono inoltre presenti varie biblioteche, alcune delle quali aperte tutto il giorno. Quasi ogni dipartimento ha la propria biblioteca, ma la principale è la Biblioteca Universitaria Statale, accessibile da studenti e personale tramite un database elettronico.
Infine, l'Aarhus University Sports (AUS), l'associazione sportiva universitaria, organizza un grande numero di attività, dal badminton alla scherma e gli scacchi.

## Organizzazioni studentesche
Le più grandi organizzazioni studentesche dell'Università di Aarhus sono la Student Union (Studenterrådet) and Studenterlauget.
La Student Union rappresenta il principale corpo studentesco ad Aarhus, mentre la "Studenterlauget" rappresenta gli studenti dell'Aarhus School of Business. 
Sia la Student Union che la "Studenterlauget" vengono rappresentate nella commissione universitaria. 
La Student Union organizza anche concerti e seminari annali e pubblica il giornale studentesco "Delfinen"(Il Delfino).
Esistono anche le organizzazioni politiche degli studenti, la più grande delle quali include gli Studenti Social-Democratici (Frit Forum), Studenti Conservatori (Konservative Studenter), e gli Studenti Liberali (Liberale Studerende).
L'unione degli Studenti Conservatori pubblica il giornale studentesco "Critique". Gli Studenti Liberali sono invece responsabili del volantino Minerva.

## Club e associazioni
Tutti gli studenti danesi o stranieri possono prendere parte alle attività e usufruire dei servizi offerti dall'Università di Aarhus.

### Dale's Cafe
Dale's Cafe è un nuovissimo punto di ritrovo che dal 2011 accoglie gli studenti internazionali e un numero sempre crescente di ricercatori universitari. Il locale offre del buon caffè, panini e un'ampia scelta di birre che gli studenti possono consumare nella sala di ritrovo interna. 
Così come l'edificio principale, il Dale's Café prende il nome dal premio Nobel per l'economia Dale T. Mortensen, anch'egli laureatosi all'Università di Aarhus.
L'edificio Dale T. Mortensen ospita l'International Centre e il relativo dormitorio composto da 28 stanze e due appartamenti riservati ai ricercatori internazionali.

### Aarhus Student House (Studenterhus Århus)
L'Università di Aarhus permette l'iscrizione gratuita come socio dell'Aarhus Student House a tutti gli studenti di interscambio. Si tratta di un punto di incontro per studenti internazionali e danesi.
L'Aarhus Student House organizza, durante tutto l'anno, attività sociali e culturali, come feste, gite, corsi di lingua o la settimanale serata internazionale.

### Attività sportive
L'AUS (Aarhus University Sport) è il club sportivo ufficiale dell'Università di Aarhus, aperto a tutti gli studenti dell'Ateneo.

### Alumni di rilievo
La scuola vanta alcuni alunni conosciuti:
- La regina Margrethe II, regnante di Danimarca dal 1972, ha studiato archeologia e scienze politiche nel 1961-1962.
- Bjarne Stroustrup (informatico danese e inventore del linguaggio di programmazione C++),
- Federico X di Danimarca (Attuale re di Danimarca),
- Jørgen Vig Knudstorp (presidente esecutivo del Gruppo Lego)
- Anders Fogh Rasmussen (ex primo ministro della Danimarca, ex segretario generale della NATO).
- Morten Albæk, (laurea in storia (minore in filosofia), ex vicepresidente senior del gruppo Vestas Wind Systems, nominato dalla rivista The Internationalis uno dei 100 leader di marketing più innovativi del 2011, 2012 e 2013).

## Residenze studentesche
- Bronzealdervænget
- Børglum Kollegiet
- Dania kollegiet
- Grundtvigs Hus Kollegiet
- Hejredal Kollegiet
- Herredsvej
- Kirsebærhaven
- Kløvergården
- Kollegierne i Universitetsparken
- Ladegårdskollegiet
- Nørre Alle Kollegiet
- Ravnsbjerg Kollegiet
- Rundhøjkollegiet
- Skejbygårds Kollegiet
- Skejbyparken
- Skelager Kollegiet
- Skjoldhøj Kollegiet
- Skovkollegiet
- Stenaldervej Kollegiet
- Tandlægekollegiet
- Teknologkollegiet
- Vilhelm Kiers Kollegium

Le case dello studente dell'University Park sono situate nel campus, mentre le altre sono sparse per tutta la città.